# R-7 Semyorka
O R-7 Semyorka foi o primeiro míssil balístico intercontinental do mundo, tendo sido desenvolvido pela antiga União das Repúblicas Socialistas Soviéticas durante a Guerra Fria. O R-7 realizou 28 lançamentos entre 1957 e 1961, mas nunca foi utilizado operacionalmente. Um derivado, o R-7A, foi utilizado entre 1959 a 1968. Para o ocidente era conhecido pela NATO como SS-6 Sapwood e dentro da União Soviética por GRAU índice 8K71.
Uma versão modificada do R-7 Semyorka, conhecida como Sputnik Rocket, de dois estágios, com 19 metros de altura e 137 toneladas (10 835 toneladas sem combustível) foi utilizada para fins pacíficos ao lançar o primeiro satélite artificial Sputnik na órbita da Terra em 4 de outubro de 1957. Era a menor versão de todas do míssil.
O nome amplamente utilizado "semyorka", significa "antigo número 7" em Russo.

## Descrição
O R-7 media 34 metros de comprimento, 3,02 de diâmetro e pesava 280 toneladas. Era composto por dois estágios, propulsionados por motores de foguetão utilizando oxigénio líquido e querosene, e tinha a capacidade de levar a sua carga a uma até aos 8 800 km, com uma precisão de cerca de 5 km. Uma única ogiva nuclear era carregada, que cedia uma potência equivalente a 3 megatoneladas de TNT. O lançamento inicial era ajudado por 4 boosters de combustível líquido, dispostos em paralelo, compondo o primeiro estágio. Um motor central propulsionava o veículo durante o primeiro e o segundo estágios. Cada booster incluía dois motores de Vernier e o estágio central possuía quatro. O sistema de controle era inercial, e incluía um sistema de controle dos motores de Vernier por rádio.

## Desenvolvimento
O desenho deste míssil começou em 1953, em Kaliningrad, Moscou pela RKK Energia. Foi utilizado pela primeira vez no dia 15 de maio de 1957, num voo experimental fracassado após cerca de 100 segundos, quando os motores foram desligados devido a um incêndio no Bloco D. Do R-7, foram criados os foguetes das missões Vostok e Soyuz, esse último sendo utilizado até hoje.

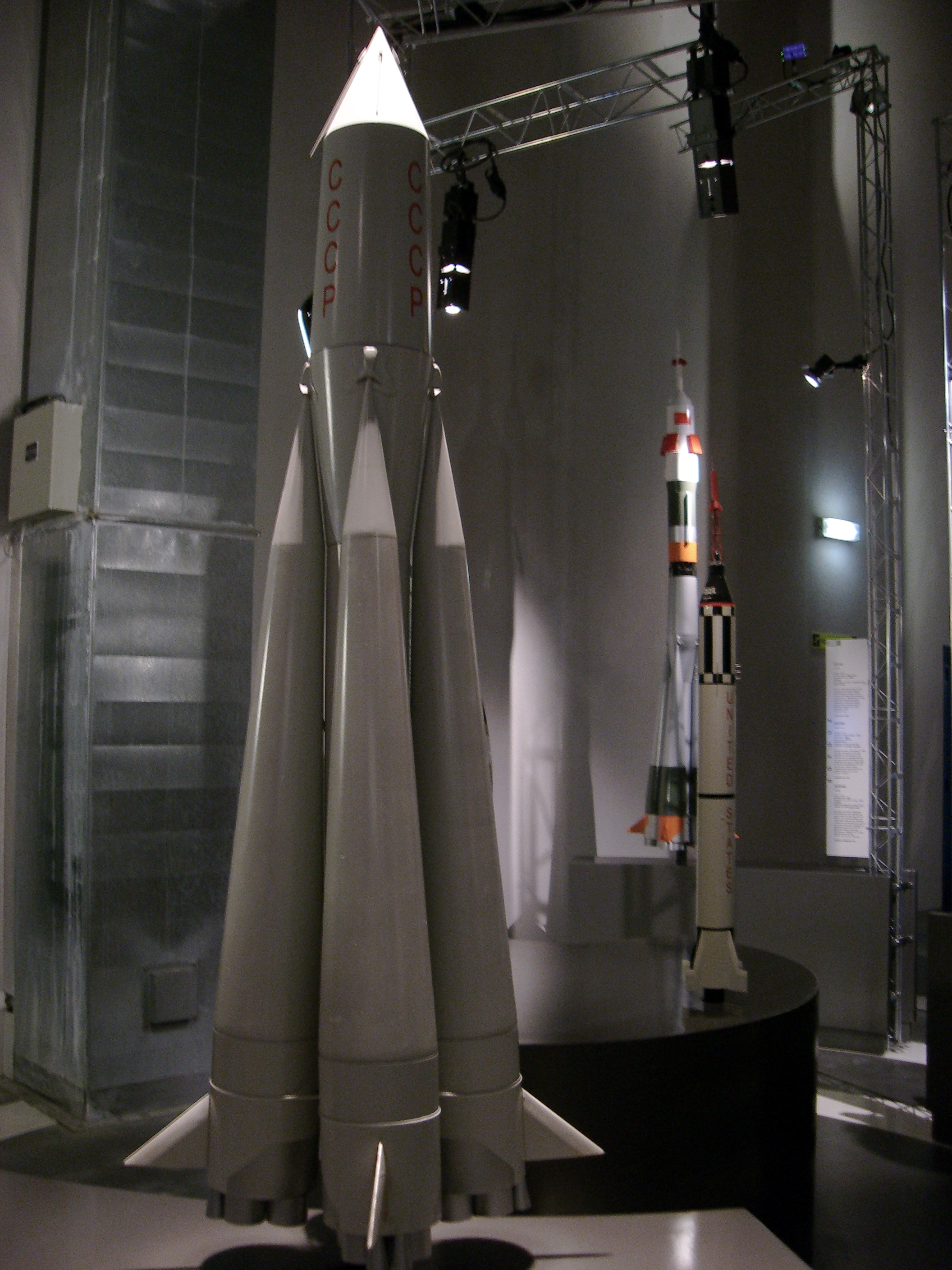
Maquete do R-7 que lançou o Sputnik
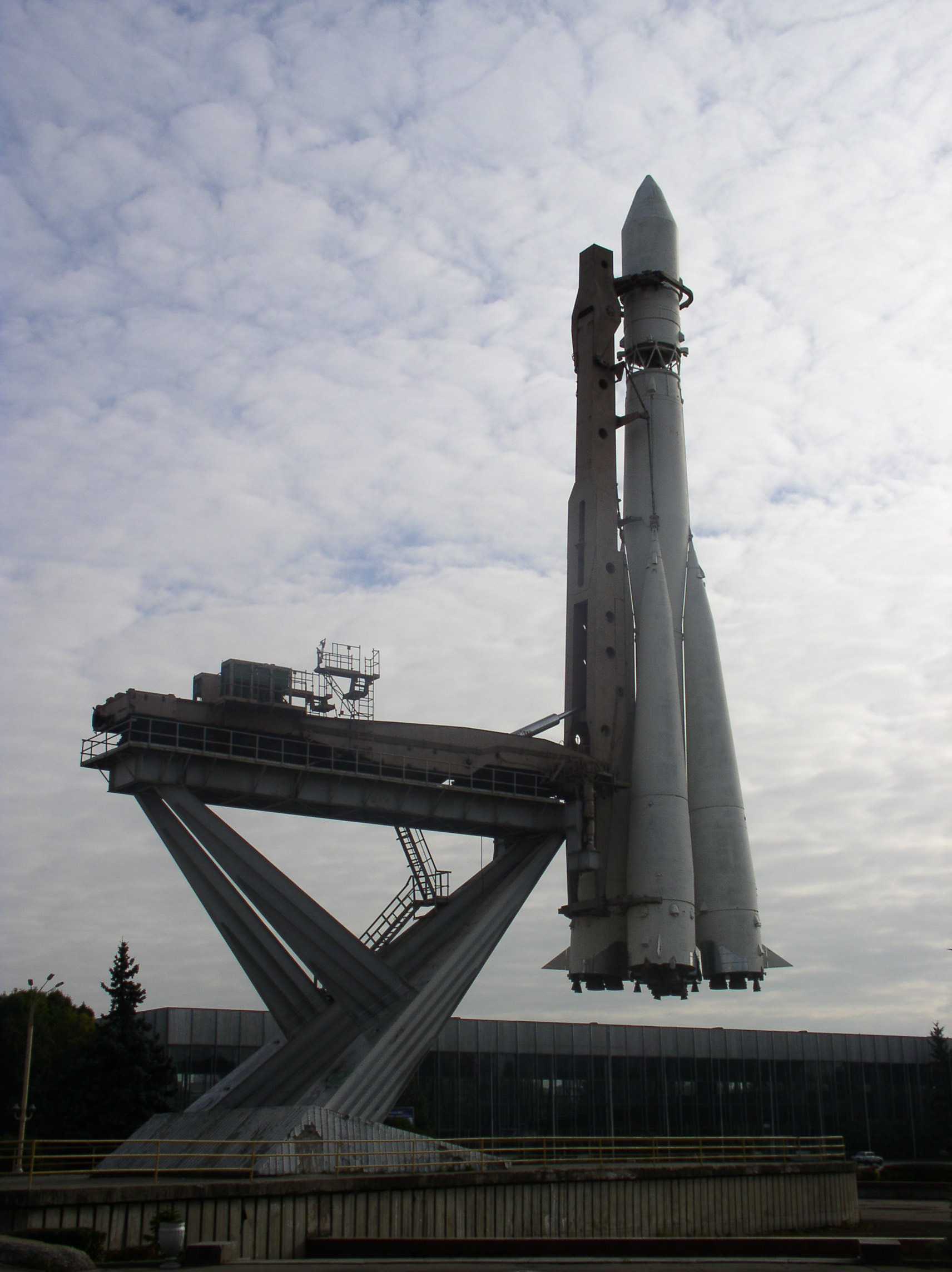
R-7 na versão Vostok
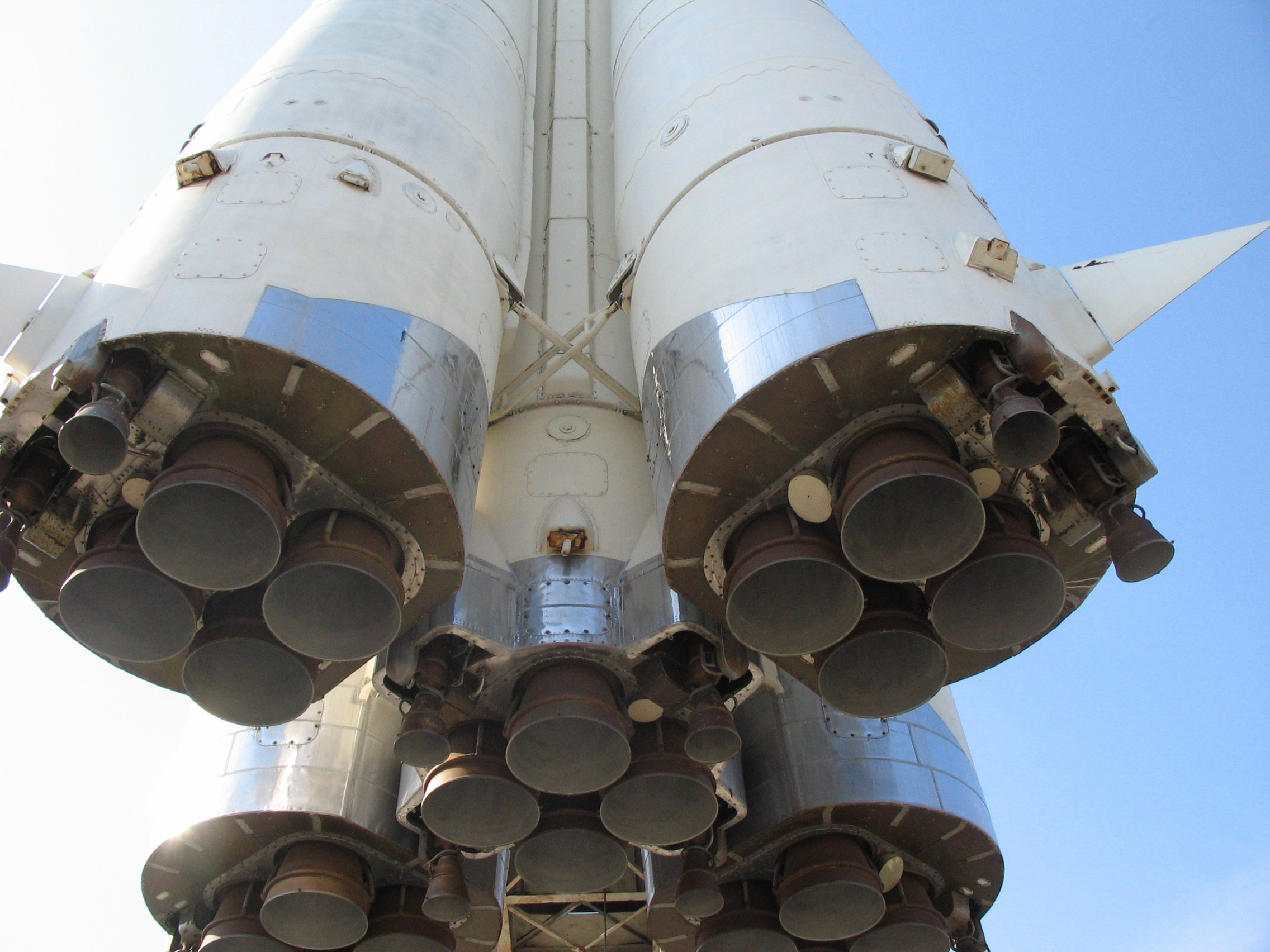
Vista dos motores de um R-7

## Variantes

### SS-6 Sapwood
Nome utilizado pela NATO para se referir a todas as versões do R-7, distinguidas por um sufixo no nome (e.g. Sapwood-A).